# Legacies (serie de televisión)
Legacies es una serie de televisión estadounidense de drama, creada por Julie Plec, que se estrenó en The CW el 25 de octubre de 2018 y finalizó el 16 de junio de 2022. Es una serie derivada de The Originals y presenta personajes de esa serie y de su predecesora, The Vampire Diaries. Danielle Rose Russell interpreta el papel de Hope Mikaelson, de 17 años, y continúa con el papel que originó en la quinta y última temporada de The Originals. Matt Davis también ocupa un lugar destacado en la serie, repitiendo su papel de Alaric Saltzman de The Vampire Diaries. El 31 de enero de 2019, The CW renovó la serie para una segunda temporada, que se estrenó el 10 de octubre de 2019. En enero de 2020, The CW renovó la serie para una tercera temporada, que se estrenó el 21 de enero de 2021. En febrero de 2021, la serie fue renovada para una cuarta temporada. En mayo de 2022, la serie fue cancelada tras cuatro temporadas.

## Sinopsis
Legacies sigue a la hija de Klaus Mikaelson y Hayley Marshall, Hope Mikaelson, que desciende de los linajes más poderosos de vampiros, hombres lobo y brujas. Dos años después de los eventos de The Originals, ella y las gemelas Saltzman, Lizzie y Josie, asisten a la Escuela Salvatore para Jóvenes con poderes sobrenaturales. La escuela ofrece un refugio donde seres como vampiros, brujas y hombres lobo pueden aprender a controlar sus habilidades e impulsos sobrenaturales.

## Elenco y personajes

### Principales
- Danielle Rose Russell como Hope Mikaelson[8]
- Aria Shahghasemi como Landon Kirby[9]
- Kaylee Bryant como Josie Saltzman Forbes[9]
- Jenny Boyd como Lizzie Saltzman Forbes[9]
- Quincy Fouse como Milton «MG» Greasley[10]
- Peyton Alex Smith como Rafael Waithe[11] (temporadas 1–3)
- Matt Davis como Alaric Saltzman[8]
- Chris Lee como Kaleb Hawkins (temporadas 2–4, recurrente: temporadas 1)
- Ben Levin como Jed (temporada 3-4, recurrente: temporadas 1–2)
- Leo Howard como Ethan Machado (temporada 3-4, recurrente: temporada 2)
- Omono Okojie como Cleo Sowande (temporada 3-4)

### Recurrentes
- Demetrius Bridges como Dorian Williams
- Lulu Antariksa como Penelope Park (temporada 1)
- Karen David como Emma Tig (temporadas 1–2)
- Sam Ashby como Connor (temporada 1)
- Katie Garfield como Dana Lilien (temporada 1)
- Reznor Malaiik Allen como Pedro (temporadas 1–2, invitado: temporada 3)
- Nick Fink como Ryan Clarke (temporadas 1–2, invitado: temporada 3)
- Erica Ash como Verónica Greasley (temporada 1)
- Ben Geurens como el Nigromante (temporadas 2–3, invitado: temporada 1)
- Ebboney Wilson como Kym Hawkins (temporada 2)
- Bianca Kajlich como Sheriff «Mac» Machado (temporadas 2–3)
- Alexis Denisof como Rupert Vardemus (temporada 2)
- Bianca Santos como Maya (temporada 2)
- Thomas Doherty como Sebastián (temporada 2)
- Elijah B. Moore como Wade (temporadas 2–presente)
- Olivia Liang como Alyssa Chang (temporadas 2–3)
- Charles Jazz Terrier como Chad (temporada 2, invitado: temporada 3)
- Giorgia Whigham como Jade (temporada 2, invitada: temporada 3)
- Courtney Bandeko como Finch (temporada 3)

### Invitados notables
- Zach Roerig como Matt Donovan (temporada 1)
- Steven R. McQueen como Jeremy Gilbert (temporada 1)
- Jodi Lyn O'Keefe como Jo Laughlin (temporada 1)
- Ayelet Zurer como Seylah Chelon (temporada 1)
- Jedidiah Goodacre como Roman (temporada 1)
- Riley Voelkel como Freya Mikaelson (temporada 2 y 4)
- Chris Wood como Kai Parker (temporada 2)
- Candice King como Caroline Forbes-Salvatore (temporada 3, solo voz; temporada 4)
- Summer Fontana como Hope Mikaelson Niña (temporada 3)
- Claire Holt como Rebekah Mikaelson (temporada 4)
- Nathaniel Buzolic como Kol Mikaelson (temporada 4)
- Charles Michael Davis como Marcel Gerard (temporada 4)
- Joseph Morgan como Klaus Mikaelson (temporada 4).

| Actor                 | Personaje               | Temporadas | Temporadas | Temporadas | Temporadas |
| Actor                 | Personaje               | 1          | 2          | 3          | 4          |
| --------------------- | ----------------------- | ---------- | ---------- | ---------- | ---------- |
| Danielle Rose Russell | Hope Mikaelson Marshall | Principal  | Principal  | Principal  | Principal  |
| Aria Shahghasemi      | Landon Kirby            | Principal  | Principal  | Principal  | Principal  |
| Kaylee Bryant         | Josie Saltzman Forbes   | Principal  | Principal  | Principal  | Principal  |
| Jenny Boyd            | Lizzie Saltzman Forbes  | Principal  | Principal  | Principal  | Principal  |
| Quincy Fouse          | Milton «MG» Greasley    | Principal  | Principal  | Principal  | Principal  |
| Peyton Alex Smith     | Rafael Waithe           | Principal  | Principal  | Principal  | Invitado   |
| Matt Davis            | Alaric Saltzman         | Principal  | Principal  | Principal  | Principal  |
| Chris Lee             | Kaleb Hawkins           | Recurrente | Principal  | Principal  | Principal  |
| Ben Levin             | Jed                     | Recurrente | Recurrente | Principal  | Principal  |
| Leo Howard            | Ethan Machado           |            | Recurrente | Principal  | Principal  |
| Omono Okojie          | Cleo Sowande            |            |            | Principal  | Principal  |

## Episodios
| Temporada | Temporada | Episodios | Episodios | Emisión original      | Emisión original    |
| Temporada | Temporada | Episodios | Episodios | Primera emisión       | Última emisión      |
| --------- | --------- | --------- | --------- | --------------------- | ------------------- |
|           | 1         | 16        | 16        | 25 de octubre de 2018 | 28 de marzo de 2019 |
|           | 2         | 16        | 16        | 10 de octubre de 2019 | 26 de marzo de 2020 |
|           | 3         | 16        | 16        | 21 de enero de 2021   | 24 de junio de 2021 |
|           | 4         | 20        | 20        | 14 de octubre de 2021 | 16 de junio de 2022 |

## Producción

### Desarrollo
El 2 de agosto de 2017, se anunció que se estaba desarrollando una serie derivada de The Originals centrada en Hope Mikaelson, la hija de Klaus Mikaelson y Hayley Marshall, con Julie Plec, creadora de The Originals y cocreadora de The Vampire Diaries, desarrollando el proyecto. El 17 de enero de 2018, se reveló que se ordenó la producción del piloto, Plec escribió el guion piloto y se le atribuye la creación de la serie. El 6 de marzo de 2018, se anunció que se ordenó realizar un piloto para la serie, pero en lugar de piloto tradicional, Plec entregaría a The CW una presentación piloto de quince minutos.
El 11 de mayo de 2018, se anunció que la serie derivada, titulada Legacies, se ordenó como una serie para emitirse durante 2018-2019. El 20 de junio de 2018, se anunció que la serie se estrenaría el 25 de octubre de 2018. El 21 de julio de 2018, durante la San Diego Comic-Con, se anunció que Paul Wesley dirigiría un episodio. El 8 de octubre de 2018, se anunció que The CW ordenó tres episodios adicionales, dando un total de 16 episodios.
En enero de 2019, se anunció que la serie fue renovada para una segunda temporada, que se estrenó el 10 de octubre de 2019. El 7 de enero de 2020, The CW renovó la serie para una tercera temporada. El 3 de febrero de 2021, la serie fue renovada para una cuarta temporada. El 12 de mayo de 2022, la serie fue cancelada tras cuatro temporadas.

### Casting
El 6 de marzo de 2018, se anunció que Matt Davis y Danielle Rose Russell repetirían sus respectivos papeles de Alaric Saltzman y Hope Mikaelson, y que Quincy Fouse, Jenny Boyd, Kaylee Bryant y Aria Shahghasemi serían parte del elenco principal. Shahghasemi debutó en el duodécimo episodio de la quinta temporada de The Originals como el amigo de Hope, Landon. El 21 de julio de 2018, se anunció que Zach Roerig aparecería en la serie. El 1 de agosto de 2018, se dio a conocer que Steven R. McQueen aparecería como Jeremy Gilbert en el tercer episodio de la serie, también se anunció que Peyton Alex Smith se unió al elenco principal. El 21 de agosto de 2018, se anunció que Karen David se unió al elenco recurrente.

## Recepción
En Rotten Tomatoes, la serie tiene un índice de aprobación del 80% basado en 10 reseñas, con una calificación promedio de 8.0/10. En Metacritic, que utiliza un promedio ponderado, asignó una puntuación de 59 sobre 100 basado en 5 reseñas, indicando «críticas mixtas».